# 군도

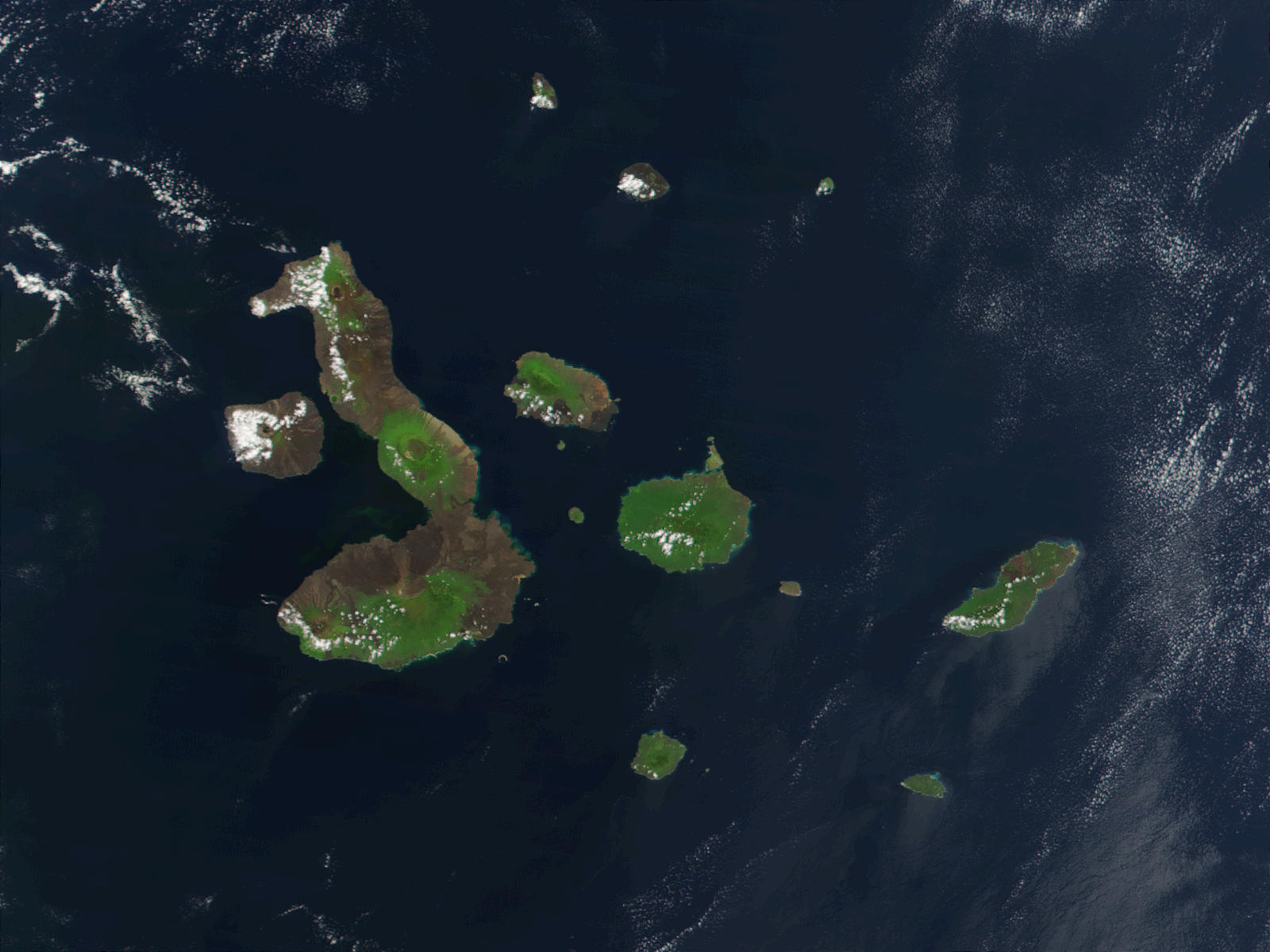

군도(群島) 또는 제도(諸島)는 한 무리를 이루고 있는 여러 섬을 말한다. 그렇지만 통상 군도는 육지에 가까운 섬, 제도는 좀 떨어진 섬을 가리키며 열도(列島)는 섬이 일렬로 늘어져 있는 것을 뜻한다.

## 목록
- 덕적군도
- 고군산군도
- 안마군도
- 맹골군도
- 거차군도
- 독거군도
- 외모군도
- 화원군도
- 우이군도
- 소안군도
- 추자군도
- 호앙사군도
- 쯔엉사군도
- 몰디브 제도
- 안다만 제도
- 올란드 제도
- 몰루카 제도
- 팔라우 제도
- 마리아나 제도
- 비스마르크 제도
- 캐롤라인 제도
- 마셜 제도
- 트루크 제도
- 솔로몬 제도
- 산타크루즈 제도
- 월리스 제도
- 피지 제도
- 통가 제도
- 난세이 제도
- 카나리아 군도
- 스발바르 제도

## 같이 보기
- 반도
- 열도